# La Unión Vasco-Navarra
La Unión Vasco-Navarra, que llevó primero el subtítulo de «diario político» y luego el de «periódico fuerista», se editó entre 1880 y 1894.

## Descripción
Lo fundó el bilbaíno Fidel Sagarminaga en 1879, una vez había sido modificado el régimen foral de las provincias vascongadas. De ideología fuerista, tuvo como directores, entre otros, a Manuel Azcárraga, José María de Maruri, Ramiro de Echave y Eladio Lezama. Los números variaban dependiendo de la capital —Vitoria, Bilbao, Pamplona o San Sebastián— a la que iban dirigidos. En 1895, por ejemplo, Alfredo Ruiz Crespo dirigía la edición de la capital guipuzcoana. Fue también colaborador del periódico Ramón Ortiz de Zárate.